# 아트-리기 철도
아트-리기 철도(Arth-Rigi-Bahn)는 아트-골다우 RB에서 리기까지 운행하는 스위스 표준궤 랙 철도이다. 1873년부터 1875년까지 아트-리기 철도라는 회사에서 건설했으며, 1992년 핀츠나우-리기철도와 합병하여 리기철도가 될 때까지 해당 회사에서 운영했다.

## 역사
슈비츠주 아트의 사람들은 루체른 쪽에서 리기로 가는 철도가 건설될 것이라는 소식을 듣고 1870년 슈비츠주 의회로부터 슈비츠 항로에 스타펠회헤(리기 슈타펠) 및 리기 쿨름 및 아트, 오버아트 및 쿨름 사이. 그들은 두 명의 엔지니어인 올리비에 츠쇼케와 나클라우스 리겐바흐에게 라인 구축을 의뢰했다. 아터 악틴게젤샤프트(아트 Ltd.)는 즉시 스타펠회헤에서 리기쿨름(해발 1752m)까지 라인을 건설하기 시작했다. 핀츠나우-리기 철도 회사 라인은 1873년 여름에 이 라인과 연결되었으며 1992년 두 회사가 합병될 때까지 스타펠회헤–리기 쿨름 구간의 사용료를 지불해야 했다.
골다우는 당시 해발 518m의 작은 마을에 지나지 않았다. 이곳에서 크레벨 및 클뢰슈털리(해발 1315m)를 거쳐 슈타펠까지 연결되는 노선 건설은 1873년에 시작되었으며, 아트-오버아트-골다우 구간 작업은 1874년에 시작되었다. 1875년 6월 4일 아트-리기 철도가 전체 노선에 걸쳐 운행을 시작할 수 있었다. 비록 핀츠나우-리기 철도와의 경쟁에서 졌지만, 그 노선은 멋진 전망과 더 호화로운 객차를 가지고 있었다. 산악 철도는 1928년 겨울에 골다우와 리기-쿨름 사이에서 운영되기 시작했다.
원래 표준궤 노선은 추크 호수 기슭의 아트에서 시작되었다. 골다우역까지 접착철로로 운행되었다. 1881년에 랙철도에서 분리되어 트램으로 따로 운행되었으나 연결선로는 남아 있었다. 이 지점은 1959년에 폐쇄되었고 선로가 해체되었다.
처음에는 대부분의 승객이 보트를 타고 추크 호수 위로 여행했다. 1882년부터 ARB의 플랫폼은 역 앞뜰에 고트하르트 철도의 플랫폼과 평행하게 배치되었다. 그러나 후자가 철도 선로를 위한 더 많은 공간을 요구함에 따라 ARB는 1897년에 고트하르트 철도 선로 위에 주목할만한 연철 고층 플랫폼을 건설했다. 이제 ARB 승객의 대부분은 기차로 도착했다. 2011년부터 2013년까지 고가 승강장 이전에 새로운 2선로의 역 배치가 건설되었고, 문화재 등록 승강장이 현관으로 재건되었다. 원래 SBB 루트에 평행한 새로운 역 개통이 검토되었지만, 고트하르트 베이스 터널의 구축으로 인해 SBB가 이 지역에 더 많은 공간을 필요로 했기 때문에 이는 폐기되어야 했다.
1907년 5월 1일 ARB는 전기 견인으로 전환된 세계 최초의 표준궤 랙 철도였다. 리기 샤이덱(해발 1568년)으로 가는 케이블카의 맨 아래 역은 크레벨에 있다. 이전에 이 산은 미터궤 리기-샤이덱 철도 (리기-칼트바트-샤이덱 철도, RSB)로도 연결되었지만, 1942년에 해체되었다.
2000년 6월 3일, 아트-리기 철도는 증기 축제로 125주년을 기념했다.

2014년 1월 19일~20일 밤 동안 아트-골다우역의 고가 승강장은 현장에서 재건축될 수 있도록 2m 높였다. 이번 리노베이션 이후 1.3m 낮아졌다. 2017년 7월, 고층 승강장을 위한 새로운 역사 홀이 가동되고 임시 승강장이 해체되었다. 같은 해에 클뢰슈테를리의 정류기는 보다 현대적인 고전류 장치로 교체되었다.

### 전력 체계
| 전기 작동 장비: | 2개의 정류기 설비 |
| 3상 전류 공급:  | 15 kV/50 Hz       |
| DC 전압:        | 1,500 V           |
| 정류기 전류:    | 3,550 kW          |

### 속도
| 오르막:                     | 21 km/h   |
| 내리막 (0–14.4 %):          | 17 km/h   |
| 내리막 (14.5–20.0 %):       | 14 km/h   |
| 골다우–리기 쿨름 소요 시간: | 35분      |
| 용량:                       | 1,000인/h |

## 차량
- 508kW의 전동 푸시풀 트레인 4대(11~14호)
- 824kW 전기 푸시풀 열차 1대(15호)
- 1911년 8월 30일 390kW의 전기 철도 차량(6호), 세계에서 가장 오래된 전기 랙 트레인,
- 1990년 마지막 일반 복원
- 448kW 전기철도 1량(7호)
- 448kW 전기 제설기가 장착된 전기 기관차 1대(8호)
- 승용차 4대
- 화물차 10대, 관용차, 제설차 등

### 이전 차량
- H 1/2, 산악 라인용 랙 증기 기관차
- E 3/3 번호 11, 계곡 라인에 사용되는 증기 기관차